# Can't Take Me Home
| Recensione           | Giudizio |
| -------------------- | -------- |
| AllMusic             | [ 1 ]    |
| Robert Christgau     | B+       |
| Entertainment Weekly | C+       |
| Jam!                 | (varia)  |
| MTV Asia             | (5/10)   |
| NME                  | (6/10)   |
| Q                    | [ 13 ]   |
| Rolling Stone        | [ 14 ]   |

Can't Take Me Home è il primo album in studio della cantante statunitense Pink, pubblicato il 4 aprile 2000 dalla Arista Records.
Ha ottenuto un buon successo commerciale: ad oggi conta circa 4 milioni e mezzo di copie vendute a livello mondiale. Tuttavia, al contrario di quanto avvenuto negli Stati Uniti e in Australia dove rappresenta il suo disco d'esordio, questo album non l'ha resa molto popolare in Europa e tanto meno in Italia; l'album si distacca dai seguenti poiché è ispirato allo stile R&B e Pink non aveva ancora esplorato il genere musicale che più la rappresentava, il pop rock.
Anni dopo la pubblicazione del disco, la cantante ammise che durante il periodo di promozione si sentiva soffocata dall'immagine che i media le davano ("stella nascente del pop" e "cantante nera dalla pelle bianca") e che, inoltre, il sound del disco non rappresentava affatto la sua completa volontà artistica.

## Tracce
Edizione standard
1. Split Personality – 3:58 (Terence "Tramp Baby" Abney, Babyface, Pink)
2. Hell Wit Ya – 2:58 (Kevin "She'kspere" Briggs, Kandi Burruss, Roget Romain, Darius Green, Pink)
3. Most Girls – 4:58 (Babyface, Damon Thomas)
4. There You Go – 3:22 (Kevin "She'kspere" Briggs, Kandi Burruss, Pink)
5. You Make Me Sick – 4:07 (Brainz Dimilo, Anthony President, Mark Tabb)
6. Let Me Let You Know – 4:44 (Neal Creque, Sean Hall, Christopher "Tricky" Stewart, Robin Thicke)
7. Love Is Such a Crazy Thing – 5:13 (Jason Boyd, Daron Jones, Michael Keith, Quinnes Parker, Marvin "Slim" Scandrick, Lamont "Stro" Maxwell, Courtney Sills)
8. Private Show – 4:14 (Kenneth Karlin, Andrea Martin, Ivan Matias, Carsten "Soulshock" Schack)
9. Can't Take Me Home – 3:38 (Steve "Rhythm" Clarke, Pink, Harold Frasier)
10. Stop Falling – 5:50 (Will Baker, Pink, Pete Woodruff)
11. Do What U Do – 3:57 (James Hollins, Ezekiel Lewis, Kawan Prather, Maurice "Big Reese" Sinclair)
12. Hiccup – 3:31 (Harold Frasier, Delouie Avant, Steve "Rhythm" Clarke, Pink)
13. Is It Love – 3:38 (Harold Frasier, Steve "Rhythm" Clarke, Pink, Aaron Philips)

Tracce bonus nell'edizione britannica
1. There You Go (Sovereign Mix) – 6:20 (Kevin "She'kspere" Briggs, Kandi Burruss, Pink)
2. Most Girls (X-Men Vocal Mix) – 4:51 (Babyface, Damon Thomas)

## Classifiche

### Classifiche settimanali
| Classifica (2000-03) | Posizione massima |
| -------------------- | ----------------- |
| Australia            | 10                |
| Belgio (Vallonia)    | 48                |
| Canada               | 19                |
| Germania             | 85                |
| Irlanda              | 23                |
| Nuova Zelanda        | 12                |
| Paesi Bassi          | 58                |
| Regno Unito          | 13                |
| Stati Uniti          | 26                |

### Classifiche di fine anno
| Classifica (2000) | Posizione |
| ----------------- | --------- |
| Australia         | 32        |
| Nuova Zelanda     | 44        |
| Regno Unito       | 67        |
| Stati Uniti       | 66        |